# Prince Interactive
Prince Interactive è un CD-ROM interattivo pubblicato nel 1994, sulla base del musicista statunitense Prince e il suo complesso di registrazione Paisley Park Studios.

## Modalità di gioco
Il disco contiene un videogioco, canzoni, video musicali, un tour virtuale attraverso Paisley Park Studios e altre risorse multimediali.
Il videogioco è una avventura grafica simile a Myst, richiedendo al giocatore di esplorare le molte stanze diverse del Paisley Park Studios e risolvere enigmi per raccogliere i cinque pezzi del simbolo di Prince. Il CD-ROM dispone anche di sei canzoni complete, tra cui diverse che erano inedite, 52 clip di canzoni, quattro video musicali full-length, 31 video clip, e nove effetti speciali. Il club privato contiene una traccia di musicisti, tra cui Eric Clapton, Little Richard, George Clinton e Miles Davis che parlano di Prince.